# Rodolfo Hammersley
Rodolfo Hammersley (* 10. Juni 1889 in Valparaíso, Chile; † Datum und Ort unbekannt) war ein chilenischer Leichtathlet.

## Karriere
Rodolfo Hammersley zeichnete sich durch seine Vielfalt in der Leichtathletik aus. 1910 erzielte er im 100-Meter-Lauf eine Zeit von 10,4 s und egalisierte damit den, zu dieser Zeit inoffiziellen, Weltrekord.
Hammersley war 1912 Mitglied der ersten chilenischen Olympiamannschaft. Bei den Olympischen Spielen 1912 in Stockholm trat er im Hochsprung und im Standhochsprung an. Im Hochsprung erreichte er 1,60 m. Damit verpasste er die Finalqualifikation und belegte insgesamt einen geteilten 28. Platz. Auch im Standhochsprung kam er nicht ins Finale. Mit 1,40 m kam er auf einen geteilten 13. Platz.
Im Juli 1918 wurde in Buenos Aires eine inoffizielle Südamerika-Meisterschaft durchgeführt. Hammersley trat im Diskus- und Hammerwurf an. Den Diskuswurf gewann er mit 30,29 m, im Hammerwurf wurde er mit 25,40 m Zweiter.

## Privates
Hammersleys Söhne Arturo und Andrés waren ebenfalls als Sportler aktiv. Arturo war 1948 als Skirennläufer Teil der ersten chilenischen Mannschaft bei Olympischen Winterspielen, Andrés war als Tennisspieler erfolgreich.